# Hugh Molson
Pour les articles homonymes, voir Molson (homonymie).
Arthur Hugh Elsdale Molson, baron Molson, (29 juin 1903 - 13 octobre 1991) est un homme politique conservateur britannique et membre de la famille Molson de Montréal.

## Biographie
Né à Chelmsford, Essex, le seul fils survivant du major John Elsdale Molson, député de Gainsborough de 1918 à 1923, et de Mary Leeson, il fait ses études au Royal Naval College, à Osborne et à Dartmouth, à Lancing et au New College, Oxford. Il est président de l'Oxford Union en 1925 et obtient son diplôme avec les honneurs de première classe en jurisprudence en 1925. Il devient avocat à l'Inner Temple en 1931. Il travaille comme secrétaire politique des chambres de commerce associées de l'Inde de 1926 à 1929.
Il est officier le 4 mars 1939 et sertavec le 36th (Middlesex) Searchlight Regiment, Royal Artillery de 1939 à 1941 et est capitaine d'état-major de la 11th Anti-Aircraft Division de 1941 à 1942.
Il est candidat conservateur malheureux à Aberdare en 1929 et siège comme député de Doncaster de 1931 à 1935 et de High Peak, Derbyshire de 1939 à 1961. Il est élu sans opposition lors de l'élection partielle de High Peak en 1939, après la mort d'Alfred Law. Il occupe les fonctions de secrétaire parlementaire du ministère des Travaux publics de 1951 à 1953, de secrétaire parlementaire conjoint du ministère des Transports et de l'Aviation civile de novembre 1953 à janvier 1957, et de ministre des Travaux publics de 1957 à octobre 1959. Il est membre de la Commission Monckton sur la Rhodésie et le Nyassaland en 1960, et président de la Commission des conseillers privés sur le différend entre le Buganda et Bunyoro en 1962.
Molson épouse Nancy Astington, fille de WH Astington, Bramhall, Cheshire, en 1949.
Il est nommé conseiller privé en 1956 et est créé pair à vie le 21 février 1961 sous le titre de baron Molson, de High Peak dans le comté de Derby.
Il est président (1968-1971) et président d'honneur (1971-1980) du Conseil pour la protection de l'Angleterre rurale. Il est décédé à Westminster en 1991 à l'âge de 88 ans.
À Lancing, il est un ami contemporain et proche d'Evelyn Waugh, et connu sous le nom de « Luncher ».